# سوفيكو شيوريلى
سوفيكو شيوريلى (بالجورجية: სოფიკო ჭიაურელი) هي ممثلة جورجية (وحملت سابقاً جنسية الاتحاد السوفيتي)، ولدت في 21 مايو 1937 بتبليسي في جورجيا، وتوفيت بنفس المكان في 2 مارس 2008 بسبب سرطان. بدأت مشوارها المهني سنة 1956، ومن الجوائز التي نالتها جائزة الدولة السوفيتية وفنان الشعب لجمهورية أرمينيا الاشتراكية السوفيتية ‏.

## جوائز
- جائزة الدولة السوفيتية
- فنان الشعب لجمهورية أرمينيا الاشتراكية السوفيتية [الإنجليزية]‏

## وصلات خارجية
- سوفيكو شيوريلى على موقع IMDb (الإنجليزية)
- سوفيكو شيوريلى على موقع ألو سيني (الفرنسية)
- سوفيكو شيوريلى على موقع أول موفي (الإنجليزية)
- سوفيكو شيوريلى على موقع قاعدة بيانات الأفلام السويدية (السويدية)
- سوفيكو شيوريلى على موقع قاعدة بيانات الفيلم (الإنجليزية)
- سوفيكو شيوريلى على موقع كينوبويسك (الروسية)